# Cristolțel
Cristolțel – wieś w Rumunii, w okręgu Sălaj, w gminie Surduc. W 2011 roku liczyła 408 mieszkańców.